# 圖格巴赫河
47°27′16″N 7°36′10″E / 47.45456°N 7.60268°E
圖格巴赫河是瑞士的河流，位於該國西北部，流經巴塞爾鄉村州，屬於比爾斯河的右支流，河道全長1.5公里，流域面積7.5平方公里，河畔城鎮有杜金根。